# Гаплогруппа T1a (мтДНК)
Гаплогруппа T1a — гаплогруппа митохондриальной ДНК человека.

## Субклады
- T1a
  - T1a-a
    - T1a1’3
    - T1a2
    - T1a4
    - T1a11
    - T1a12
    - T1a13

  - T1a5
  - T1a6
  - T1a7
  - T1a8
  - T1a9
  - T1a10

## Геногеография
Гаплогруппа T1a широко распространена в различных регионах мира, включая Европу, Северную Африку, Ближний Восток, Центральную Азию и Северную Азию. В Европе она встречается в таких странах, как Россия, Скандинавия, Великобритания, Португалия, Испания, Италия, Германия, Швеция и Украина. На Ближнем Востоке T1a обнаружена в Израиле, Ираке, Саудовской Аравии, Иране, Йемене и Кувейте.

### Кавказ
Гаплогруппа T1a встречается среди различных народов Кавказа, демонстрируя разную частоту в зависимости от этнической группы. Среди абхазо-адыгских народов её частота составляет 1-4 %. Среди индоевропейских народов гаплогруппа T1a наиболее распространена у армян (5,4 %), а также у осетин: 2-4 %. У тюркских народов её частота ниже: 0,4 % у балкарцев, 2,3 % у кубанских ногаев, а у карачаевцев она отсутствует.
Абхазо-адыгские народы
- абазины — 1,0 % (105), абхазы — 3,7 % (137), адыгейцы — 1,9 % (155), черкесы — 4,1 % (123)

Картвельские народы
- мегрелы — 1,3 % (77)

Индоевропейские народы
- армяне — 5,4 % (37)
- осетины: северные — 2,2 % (138), южные — 4,2 % (24)

Тюркские народы
- балкарцы — 0,4 % (235); карачаевцы — 0 % (123)[2]
- кубанские ногаи — 2,3 % (131)

## Палеогенетика
- Идентификатор __ археология (могильник) __ География (регион, страна) __ Дата (BCE, BP, лаб.код) __ Пол (муж/жен) __ Гаплогруппы (Y-ДНК # мтДНК).

### Неолит
Докерамический неолит B
- I1704 | AG89_1 __ Эйн-Газаль __ Амман (мухафаза), Иордания __ 7446-7058 calBCE (8190±60 BP, Poz-81095) __ Ж __ T1a.[3]

Шулавери-шомутепинская культура
- NEO110 __ Aknashen (Trench 1, UF8, N3) __ Акнашен, Армавирская область, Армения __ 5984-5742 calBCE (6986±52 BP, UBA-39959) __ Ж __ T1a.[4]

Балканский неолит
- I2529 | YABA4 __ Yabalkovo No 4 E __ Ябылково (Хасковская область), Болгария __ 5723-5571 calBCE (6750±40 BP, Poz-81117) __ М __ I2a1b (I-M436) # T1a.[6]
- I3708 | A561 __ Alepotrypa cave __ Лакония, Пелопоннес, Греция __ 5500-3700 BCE (6550 BP) __ Ж __ T1a.

### Халколит
Варна (культура)
- VAR016 | VAR_32 __ Варненский могильник (skeleton 32) __ Варненская область, Болгария __ 4535-4368 calBCE (5631±35 BP, OxA-19870) __ М __ T1a (M70) > T-BY91852 # T1a.[7]

Трипольская культура
- Pocrovca 3 __ Pocrovca V (pit 98 / 1998, skeleton 1/A) __ Покровка (Дондюшанский район), Молдова __ 3341-3114 calBCE __ Ж __ T1a.[8]

### Бронзовый век
| Образец | Поселение         | География                   | Дата          | Пол | Гаплогруппы          |
| ------- | ----------------- | --------------------------- | ------------- | --- | -------------------- |
| I7180   | Tel Yehud (Йехуд) | Центральный округ (Израиль) | 2500-2000 BCE | Ж   | T1a                  |
| I10264  | Тель-Мегиддо      | Северный округ (Израиль)    | 1880-1700 BCE | М   | J1a2b (J-L862) # T1a |
| I10097  | Тель-Мегиддо      | Северный округ (Израиль)    | 1600-1500 BCE | Ж   | T1a                  |

Алалах
- ALA026 | 45.44, Locus 70, AT 6931 __ Хатай (ил), Турция __ 1746-1616 calBCE (3390±25 BP, MAMS-33692) __ М __ J1a2a1a2d2b2b2~ (CTS11741/PF4847) # T1a > T1a27.[10]

Лчашен-мецаморская культура
- I19348 | P5986; 435 __ Карашамб __ Котайкская область, Армения __ 1420-1250 BCE (3285±49 BP) __ М __ R1b-PH4902 # T1a.[6]
- arm31 | Nerqin Getashen; #6 __ Burial 20-1/23 __ Гехаркуникская область, Армения __ 1400-1200 BC (3300 BP) __ T1a9 > T1a9b.[11]

### Железный век
Среднеассирийский период
- I4099_all | HSNL749; 65-31-749 __ Хасанлу __ Западный Азербайджан, Иран __ 1369-1117 calBCE (2980±25 BP, PSUAMS-1947) __ Ж __ T1a.[6]

Мёзия
- I15487 __ Rit Necropolis (grave 23) __ Пожаревац (община), Браничевский округ, Сербия __ 200-300 CE (1700±29 BP) __ Ж __ T1a.
- I15551 __ Slog Necropolis (grave 91) __ Заечарский округ, Сербия __ 242-375 calCE (1750±20 BP, PSUAMS-8561) __ М __ R1b1a1b1b (R-Z2105) # T1a.

### Античность
Римская империя
- R70 | t. 71; Anas; Petrosa __ ANAS (Azienda Nazionale Autonoma delle Strada) __ Рим, Лацио, Италия __ 100-300 CE __ М __ G-P303 > T1a.[13]
- ETR001 | GA24 __ Клузий (715) __ Кьюзи, Тоскана, Италия __ 139-326 CE (1811±24, MAMS-23339 / 1755±29, MAMS-23981) __ Ж __ T1a8a.[14]

Западная Римская империя
- R105 | RMPR-105 __ Crypta Balbi (T53) __ Сант-Анджело (район), Рим, Лацио, Италия __ 400-600 CE __ М __ J-M267 > J-FGC12836 # T1a > T1a26*.[13]

### Средние века
Княжество Беневенто
- VEN006 | JK774 __ Venosa (1,4) __ Веноза, Базиликата, Италия __ 650-763 CE (1334±23 BP, MAMS-28366) __ М __ J2b2a1 (J-L283) # T1a > T1a26a1a.[14]

Византия
- I14648 | Locus 11; TH15 BJ990 __ Тель-Башир __ Огузели, Газиантеп (ил), Турция __ 1031-1158 calCE (955±20 BP, PSUAMS-6840) __ Ж __ T1a7.[6]

Бранденбург (маркграфство)
- KRA008 | 436-6a __ Krakauer Berg __ Пайсен (Бернбург), Саксония-Анхальт, Германия __ 1301-1402 calAD __ М __ I2a1a2b1a1a (I-Y16473) # T1a10.[15]

## Публикации
2010
- Литвинов С. С. Изучение генетической структуры народов Западного Кавказа по данным о полиморфизме Y-хромосомы, митохондриальной ДНК и Alu-инсерций. — Уфа, 2010. — 23 с.

2016
- Lazaridis I, Nadel D, Rollefson G, et al. (August 2016). Genomic insights into the origin of farming in the ancient Near East. Nature. 536 (7617): 419–424. doi:10.1038/nature19310. PMC 5003663. PMID 27459054.

2017
- Margaryan A, Derenko M, Hovhannisyan H, et al. (July 2017). Eight Millennia of Matrilineal Genetic Continuity in the South Caucasus. Current Biology. 27 (13): 2023-2028.e7. doi:10.1016/j.cub.2017.05.087. PMID 28669760.

2018
- Mathieson I, Alpaslan-Roodenberg S, Posth C, et al. (March 2018). The genomic history of southeastern Europe. Nature. 555 (7695): 197–203. doi:10.1038/nature25778. PMC 6091220. PMID 29466330.

2019
- Джаубермезов М. А., Екомасова Н. В., Рейдла М., Литвинов С. С., Габидуллина Л. Р., Виллемс Р., Хуснутдинова Э. К. Генетическая характеристика балкарцев и карачаевцев по данным об изменчивости митохондриальной ДНК // Генетика. — 2019. — Т. 55, № 1. — С. 110–120.
- Antonio ML, Gao Z, Moots HM, et al. (November 2019). Ancient Rome: A genetic crossroads of Europe and the Mediterranean. Science. 366 (6466): 708–714. doi:10.1126/science.aay6826. PMC 7093155. PMID 31699931.

2020
- Immel A, Țerna S, Simalcsik A, et al. (March 2020). Gene-flow from steppe individuals into Cucuteni-Trypillia associated populations indicates long-standing contacts and gradual admixture. Scientific Reports. 10: 4253. doi:10.1038/s41598-020-61190-0. PMC 7060214. PMID 32144348.
- Agranat-Tamir L, Waldman S, Martin M, et al. (May 2020). The Genomic History of the Bronze Age Southern Levant. Cell. 181 (5): 1146-1157.e11. doi:10.1016/j.cell.2020.04.024. PMC 10212583. PMID 32470400.
- Skourtanioti E, Erdal YS, Frangipane M, et al. (May 2020). Genomic History of Neolithic to Bronze Age Anatolia, Northern Levant, and Southern Caucasus. Cell. 181 (5): 1158-1175.e28. doi:10.1016/j.cell.2020.04.044. PMID 32470401.
- Parker C, Rohrlach AB, Friederich S, Nagel S, Meyer M, Krause J, Bos KI, Haak W (October 2020). A systematic investigation of human DNA preservation in medieval skeletons. Scientific Reports. 10: 18225. doi:10.1038/s41598-020-75163-w. PMC 7588426. PMID 33106554.

2021
- Posth C, Zaro V, Spyrou MA, et al. (September 2021). The origin and legacy of the Etruscans through a 2000-year archeogenomic time transect. Science Advances. 7 (39): eabi7673. doi:10.1126/sciadv.abi7673. PMC 8462907. PMID 34559560.

2022
- Lazaridis I, Alpaslan-Roodenberg S, Acar A, et al. (August 2022). The genetic history of the Southern Arc: A bridge between West Asia and Europe. Science. 377 (6609): eabm4247. doi:10.1126/science.abm4247. PMC 10064553. PMID 36007055.

2023
- Penske S, Rohrlach AB, Childebayeva A, et al. (August 2023). Early contact between late farming and pastoralist societies in southeastern Europe. Nature. 620 (7973): 358–365. doi:10.1038/s41586-023-06334-8. PMC 10412445. PMID 37468624.
- Olalde I, Carrión P, Mikić I, et al. (December 2023). A genetic history of the Balkans from Roman frontier to Slavic migrations. Cell. 186 (25): 5472-5485.e9. doi:10.1016/j.cell.2023.10.018. PMC 10752003. PMID 38065079.

2024
- Allentoft ME, Sikora M, Refoyo-Martínez A, et al. (January 2024). Population genomics of post-glacial western Eurasia. Nature. 625 (7994): 301–311. doi:10.1038/s41586-023-06865-0. PMC 10781627. PMID 38200295.